# Interlands Andorrees voetbalelftal 2010-2019
Deze pagina toont een chronologisch en gedetailleerd overzicht van de interlands die het Andorrees voetbalelftal heeft gespeeld in de periode 2010 – 2019.

## Interlands

### 2010
|                                                            | |       |         |                                                                                     |
| 29 mei Vriendschappelijk № 90 «onderlinge duels» 18:00 uur | IJsland                                                                                             | 4 – 0 | Andorra | Laugardalsvöllur, Reykjavik Toeschouwers: 2.567 Scheidsrechter: Petur Reinert (FAR) |
| 29 mei Vriendschappelijk № 90 «onderlinge duels» 18:00 uur | Heiðar Helguson 32' (pen.) Heiðar Helguson 51' Veigar Gunnarsson 87' (pen.) Kolbeinn Sigþórsson 89' |       |         | Laugardalsvöllur, Reykjavik Toeschouwers: 2.567 Scheidsrechter: Petur Reinert (FAR) |

|                                                            |                  |       |         |                                                                                          |
| 2 juni Vriendschappelijk № 91 «onderlinge duels» 19:15 uur | Albanië          | 1 – 0 | Andorra | Qemal Stafastadion, Tirana Toeschouwers: 3.000 Scheidsrechter: Dimitar Meckarovski (MKD) |
| 2 juni Vriendschappelijk № 91 «onderlinge duels» 19:15 uur | Hamdi Salihi 44' |       |         | Qemal Stafastadion, Tirana Toeschouwers: 3.000 Scheidsrechter: Dimitar Meckarovski (MKD) |

|                                                                 |                         |       |         |                                                                                              |
| 11 augustus Vriendschappelijk № 92 «onderlinge duels» 19:15 uur | Cyprus                  | 1 – 0 | Andorra | Antonis Papadopoulosstadion, Larnaca Toeschouwers: 1.700 Scheidsrechter: Ilias Spathas (GRE) |
| 11 augustus Vriendschappelijk № 92 «onderlinge duels» 19:15 uur | Mihalis Konstantinou 4' |       |         | Antonis Papadopoulosstadion, Larnaca Toeschouwers: 1.700 Scheidsrechter: Ilias Spathas (GRE) |

|                                                                            |         |                                                  |         |                                                                                       |
| 3 september Kwalificatie EK 2012 Groep B № 93 «onderlinge duels» 18:30 uur | Andorra | 0 – 2                                            | Rusland | Estadi Comunal, Andorra la Vella Toeschouwers: 1.100 Scheidsrechter: Marco Borg (MLT) |
| 3 september Kwalificatie EK 2012 Groep B № 93 «onderlinge duels» 18:30 uur |         | 14' Pavel Pogrebnjak 64' (pen.) Pavel Pogrebnjak |         | Estadi Comunal, Andorra la Vella Toeschouwers: 1.100 Scheidsrechter: Marco Borg (MLT) |

|                                                                            |                                                    |       |                       |                                                                                 |
| 7 september Kwalificatie EK 2012 Groep B № 94 «onderlinge duels» 19:45 uur | Ierland                                            | 3 – 1 | Andorra               | Avivastadion, Dublin Toeschouwers: 8.600 Scheidsrechter: Leontios Trattos (CYP) |
| 7 september Kwalificatie EK 2012 Groep B № 94 «onderlinge duels» 19:45 uur | Kevin Kilbane 14' Kevin Doyle 41' Robbie Keane 54' |       | 45' Cristian Martínez | Avivastadion, Dublin Toeschouwers: 8.600 Scheidsrechter: Leontios Trattos (CYP) |

|                                                                          |         |                                    |           | |
| 8 oktober Kwalificatie EK 2012 Groep B № 95 «onderlinge duels» 19:00 uur | Andorra | 0 – 2                              | Macedonië | Estadi Comunal d'Aixovall, Andorra la Vella Toeschouwers: 550 Scheidsrechter: Gediminas Mažeika (LTU) |
| 8 oktober Kwalificatie EK 2012 Groep B № 95 «onderlinge duels» 19:00 uur |         | 42' Ilčo Naumovski 60' Vanče Šikov |           | Estadi Comunal d'Aixovall, Andorra la Vella Toeschouwers: 550 Scheidsrechter: Gediminas Mažeika (LTU) |

|                                                                           |                                                                                    |       |         | |
| 12 oktober Kwalificatie EK 2012 Groep B № 96 «onderlinge duels» 19:00 uur | Armenië                                                                            | 4 – 0 | Andorra | Vazgen Sargsyan Republicanstadion, Jerevan Toeschouwers: 11.000 Scheidsrechter: Tomasz Mikulski (POL) |
| 12 oktober Kwalificatie EK 2012 Groep B № 96 «onderlinge duels» 19:00 uur | Gevorg Ghazaryan 4' Henrich Mchitarjan 16' Joera Movsisjan 33' Marcos Pizzelli 40' |       |         | Vazgen Sargsyan Republicanstadion, Jerevan Toeschouwers: 11.000 Scheidsrechter: Tomasz Mikulski (POL) |

### 2011
|                                                                |                 |       |                                              |                                                                                                |
| 9 februari Vriendschappelijk № 97 «onderlinge duels» 16:00 uur | Andorra         | 1 – 2 | Moldavië                                     | Estádio Municipal Fernando Cabrita, Lagos Toeschouwers: 100 Scheidsrechter: Sérgio Lopes (POR) |
| 9 februari Vriendschappelijk № 97 «onderlinge duels» 16:00 uur | Josep Ayala 52' |       | 66' Igor Picușceac 90+4' (pen.) Igor Bugaiov | Estádio Municipal Fernando Cabrita, Lagos Toeschouwers: 100 Scheidsrechter: Sérgio Lopes (POR) |

|                                                                         |         |                |           | |
| 26 maart Kwalificatie EK 2012 Groep B № 98 «onderlinge duels» 20:00 uur | Andorra | 0 – 1          | Slowakije | Estadi Comunal d'Aixovall, Andorra la Vella Toeschouwers: 850 Scheidsrechter: Menashe Masiah (ISR) |
| 26 maart Kwalificatie EK 2012 Groep B № 98 «onderlinge duels» 20:00 uur |         | 21' Filip Šebo |           | Estadi Comunal d'Aixovall, Andorra la Vella Toeschouwers: 850 Scheidsrechter: Menashe Masiah (ISR) |

|                                                                       |                     |       |         |                                                                                      |
| 4 juni Kwalificatie EK 2012 Groep B № 99 «onderlinge duels» 20:15 uur | Slowakije           | 1 – 0 | Andorra | Štadión Pasienky, Bratislava Toeschouwers: 4.300 Scheidsrechter: Lorenc Jemini (ALB) |
| 4 juni Kwalificatie EK 2012 Groep B № 99 «onderlinge duels» 20:15 uur | Miroslav Karhan 63' |       |         | Štadión Pasienky, Bratislava Toeschouwers: 4.300 Scheidsrechter: Lorenc Jemini (ALB) |

|                                                                             |         |                                                                   |         | |
| 2 september Kwalificatie EK 2012 Groep B № 100 «onderlinge duels» 20:15 uur | Andorra | 0 – 3                                                             | Armenië | Estadi Comunal d'Andorra la Vella, Andorra la Vella Toeschouwers: 750 Scheidsrechter: Aleksandar Kostadinov (BUL) |
| 2 september Kwalificatie EK 2012 Groep B № 100 «onderlinge duels» 20:15 uur |         | 35' Marcos Pizzelli 75' Gevorg Ghazaryan 90+1' Henrich Mchitarjan |         | Estadi Comunal d'Andorra la Vella, Andorra la Vella Toeschouwers: 750 Scheidsrechter: Aleksandar Kostadinov (BUL) |

|                                                                             |                     |       |         |                                                                               |
| 6 september Kwalificatie EK 2012 Groep B № 101 «onderlinge duels» 19:00 uur | Macedonië           | 1 – 0 | Andorra | Philip II Arena, Skopje Toeschouwers: 5.000 Scheidsrechter: Mark Whitby (WAL) |
| 6 september Kwalificatie EK 2012 Groep B № 101 «onderlinge duels» 19:00 uur | Mirko Ivanovski 59' |       |         | Philip II Arena, Skopje Toeschouwers: 5.000 Scheidsrechter: Mark Whitby (WAL) |

|                                                                           |         |                                  |         |                                                                                                   |
| 7 oktober Kwalificatie EK 2012 Groep B № 102 «onderlinge duels» 20:30 uur | Andorra | 0 – 2                            | Ierland | Estadi Comunal d'Aixovall, Andorra la Vella Toeschouwers: 850 Scheidsrechter: Libor Kovařík (CZE) |
| 7 oktober Kwalificatie EK 2012 Groep B № 102 «onderlinge duels» 20:30 uur |         | 8' Kevin Doyle 20' Aiden McGeady |         | Estadi Comunal d'Aixovall, Andorra la Vella Toeschouwers: 850 Scheidsrechter: Libor Kovařík (CZE) |

|                                                                            | |       |         |                                                                                           |
| 11 oktober Kwalificatie EK 2012 Groep B № 103 «onderlinge duels» 19:45 uur | Rusland | 6 – 0 | Andorra | Olympisch Stadion Loezjniki, Moskou Toeschouwers: 38.790 Scheidsrechter: Eli Hacmon (ISR) |
| 11 oktober Kwalificatie EK 2012 Groep B № 103 «onderlinge duels» 19:45 uur | Alan Dzagojev 5' Sergej Ignasjevitsj 26' Roman Pavljoetsjenko 30' Alan Dzagojev 44' Denis Gloesjakov 59' Dinijar Biljaletdinov 78' |       |         | Olympisch Stadion Loezjniki, Moskou Toeschouwers: 38.790 Scheidsrechter: Eli Hacmon (ISR) |

### 2012
|                                                             |              |       |         |                                                                                           |
| 30 mei Vriendschappelijk № 104 «onderlinge duels» 17:00 uur | Azerbeidzjan | 0 – 0 | Andorra | Sportpark Kelsterbach, Kelsterbach Toeschouwers: 150 Scheidsrechter: Michael Weiner (GER) |
| 30 mei Vriendschappelijk № 104 «onderlinge duels» 17:00 uur |              |       |         | Sportpark Kelsterbach, Kelsterbach Toeschouwers: 150 Scheidsrechter: Michael Weiner (GER) |

|                                                             | |       |         |                                                                                                   |
| 2 juni Vriendschappelijk № 105 «onderlinge duels» 17:00 uur | Polen | 4 – 0 | Andorra | Wojska Polskiegostadion, Warschau Toeschouwers: 26.000 Scheidsrechter: Sébastien Delferière (BEL) |
| 2 juni Vriendschappelijk № 105 «onderlinge duels» 17:00 uur | Ludovic Obraniak 13' Robert Lewandowski 37' Jakub Błaszczykowski 39' (pen.) Marcin Wasilewski 77' (pen.) |       |         | Wojska Polskiegostadion, Warschau Toeschouwers: 26.000 Scheidsrechter: Sébastien Delferière (BEL) |

|                                                                  |                      |       |         |                                                                                  |
| 14 augustus Vriendschappelijk № 106 «onderlinge duels» 18:00 uur | Liechtenstein        | 1 – 0 | Andorra | Rheinparkstadion, Vaduz Toeschouwers: 847 Scheidsrechter: Stephan Klossner (SUI) |
| 14 augustus Vriendschappelijk № 106 «onderlinge duels» 18:00 uur | Nicolas Hasler 45+1' |       |         | Rheinparkstadion, Vaduz Toeschouwers: 847 Scheidsrechter: Stephan Klossner (SUI) |

|                                                                             |         |                                                                                             |           |                                                                                            |
| 7 september Kwalificatie WK 2014 Groep D № 107 «onderlinge duels» 20:30 uur | Andorra | 0 – 5                                                                                       | Hongarije | Estadi Comunal d'Aixovall, Aixovall Toeschouwers: 815 Scheidsrechter: Emir Alečković (BIH) |
| 7 september Kwalificatie WK 2014 Groep D № 107 «onderlinge duels» 20:30 uur |         | 12' Roland Juhász 32' (pen) Zoltán Gera 54' Ádám Szalai 68' Tamás Priski 82' Vladimir Koman |           | Estadi Comunal d'Aixovall, Aixovall Toeschouwers: 815 Scheidsrechter: Emir Alečković (BIH) |

|                                                                              |                                                                               |       |         |                                                                                         |
| 11 september Kwalificatie WK 2014 Groep D № 108 «onderlinge duels» 19:30 uur | Roemenië                                                                      | 4 – 0 | Andorra | Arena Națională, Boekarest Toeschouwers: 24.630 Scheidsrechter: Pavle Radovanović (MNE) |
| 11 september Kwalificatie WK 2014 Groep D № 108 «onderlinge duels» 19:30 uur | Gabriel Torje 29' Costin Lazăr 44' Valerică Găman 90+1' Alexandru Maxim 90+3' |       |         | Arena Națională, Boekarest Toeschouwers: 24.630 Scheidsrechter: Pavle Radovanović (MNE) |

|                                                                            |                                                                   |       |         |                                                                                 |
| 12 oktober Kwalificatie WK 2014 Groep D № 109 «onderlinge duels» 20:30 uur | Nederland                                                         | 3 – 0 | Andorra | De Kuip, Rotterdam Toeschouwers: 38.000 Scheidsrechter: Aleksej Koelbakov (BLR) |
| 12 oktober Kwalificatie WK 2014 Groep D № 109 «onderlinge duels» 20:30 uur | Rafael van der Vaart 7' Klaas-Jan Huntelaar 15' Ruben Schaken 50' |       |         | De Kuip, Rotterdam Toeschouwers: 38.000 Scheidsrechter: Aleksej Koelbakov (BLR) |

|                                                                            |         |                 |         | |
| 16 oktober Kwalificatie WK 2014 Groep D № 110 «onderlinge duels» 18:00 uur | Andorra | 0 – 1           | Estland | Estadi Comunal d'Aixovall, Andorra la Vella Toeschouwers: 216 Scheidsrechter: Dimitar Meckarovski (MKD) |
| 16 oktober Kwalificatie WK 2014 Groep D № 110 «onderlinge duels» 18:00 uur |         | 57' Andres Oper |         | Estadi Comunal d'Aixovall, Andorra la Vella Toeschouwers: 216 Scheidsrechter: Dimitar Meckarovski (MKD) |

|                                                                  |         |                                                    |         |                                                                                                  |
| 14 november Vriendschappelijk № 111 «onderlinge duels» 19:00 uur | Andorra | 0 – 2                                              | IJsland | Estadi Comunal d'Aixovall, Andorra la Vella Toeschouwers: 500 Scheidsrechter: Ruddy Buquet (FRA) |
| 14 november Vriendschappelijk № 111 «onderlinge duels» 19:00 uur |         | 13' Jóhann Berg Guðmundsson 59' Rúnar Sigurjónsson |         | Estadi Comunal d'Aixovall, Andorra la Vella Toeschouwers: 500 Scheidsrechter: Ruddy Buquet (FRA) |

### 2013
|                                                                          |         |                                    |         | |
| 22 maart Kwalificatie WK 2014 Groep D № 112 «onderlinge duels» 19:15 uur | Andorra | 0 – 2                              | Turkije | Estadi Comunal d'Andorra la Vella, Andorra la Vella Toeschouwers: 910 Scheidsrechter: Nerijus Dunauskas (LTU) |
| 22 maart Kwalificatie WK 2014 Groep D № 112 «onderlinge duels» 19:15 uur |         | 30' Selçuk İnan 45+2' Burak Yılmaz |         | Estadi Comunal d'Andorra la Vella, Andorra la Vella Toeschouwers: 910 Scheidsrechter: Nerijus Dunauskas (LTU) |

|                                                                          |                                     |       |         |                                                                                |
| 26 maart Kwalificatie WK 2014 Groep D № 113 «onderlinge duels» 18:00 uur | Estland                             | 2 – 0 | Andorra | A. Le Coq Arena, Tallinn Toeschouwers: 5.237 Scheidsrechter: Ján Valášek (SVK) |
| 26 maart Kwalificatie WK 2014 Groep D № 113 «onderlinge duels» 18:00 uur | Henri Anier 45+1' Joel Lindpere 61' |       |         | A. Le Coq Arena, Tallinn Toeschouwers: 5.237 Scheidsrechter: Ján Valášek (SVK) |

|                                                                             |                     |       |                   |                                                                                     |
| 14 augustus Kwalificatie WK 2014 Groep D № 114 «onderlinge duels» 18:00 uur | Moldavië            | 1 – 1 | Andorra           | Stadionul Zimbru, Chisinau Toeschouwers: 4.724 Scheidsrechter: Yaroslav Kozyk (UKR) |
| 14 augustus Kwalificatie WK 2014 Groep D № 114 «onderlinge duels» 18:00 uur | Alexandru Dedov 42' |       | 16' Óscar Sonejee | Stadionul Zimbru, Chisinau Toeschouwers: 4.724 Scheidsrechter: Yaroslav Kozyk (UKR) |

|                                                                             |                                                                 |       |         |                                                                                           |
| 6 september Kwalificatie WK 2014 Groep D № 115 «onderlinge duels» 21:00 uur | Turkije                                                         | 5 – 0 | Andorra | Kayseri Kadir Hasstadion, Kayseri Toeschouwers: 21.923 Scheidsrechter: Sven Bindels (LUX) |
| 6 september Kwalificatie WK 2014 Groep D № 115 «onderlinge duels» 21:00 uur | Umut Bulut 35' Umut Bulut 39' Burak Yılmaz 64' Arda Turan 90+3' |       |         | Kayseri Kadir Hasstadion, Kayseri Toeschouwers: 21.923 Scheidsrechter: Sven Bindels (LUX) |

|                                                                              |         |                                           |           | |
| 10 september Kwalificatie WK 2014 Groep D № 116 «onderlinge duels» 20:30 uur | Andorra | 0 – 2                                     | Nederland | Estadi Comunal d'Andorra la Vella, Andorra la Vella Toeschouwers: 843 Scheidsrechter: Ante Vučemilović-Šimunović (CRO) |
| 10 september Kwalificatie WK 2014 Groep D № 116 «onderlinge duels» 20:30 uur |         | 49' Robin van Persie 53' Robin van Persie |           | Estadi Comunal d'Andorra la Vella, Andorra la Vella Toeschouwers: 843 Scheidsrechter: Ante Vučemilović-Šimunović (CRO) |

|                                                                            |         |                                                                                |          | |
| 11 oktober Kwalificatie WK 2014 Groep D № 117 «onderlinge duels» 20:30 uur | Andorra | 0 – 4                                                                          | Roemenië | Estadi Comunal d'Aixovall, Andorra la Vella Toeschouwers: 1.100 Scheidsrechter: Stephan Klossner (SUI) |
| 11 oktober Kwalificatie WK 2014 Groep D № 117 «onderlinge duels» 20:30 uur |         | 42' Claudiu Keșerü 54' Bogdan Stancu 62' (pen.) Gabriel Torje 85' Costin Lazăr |          | Estadi Comunal d'Aixovall, Andorra la Vella Toeschouwers: 1.100 Scheidsrechter: Stephan Klossner (SUI) |

|                                                                            |                                              |       |         |                                                                                            |
| 15 oktober Kwalificatie WK 2014 Groep D № 118 «onderlinge duels» 20:00 uur | Hongarije                                    | 2 – 0 | Andorra | Ferenc Puskásstadion, Boedapest Toeschouwers: 5.200 Scheidsrechter: Daniel Stefański (POL) |
| 15 oktober Kwalificatie WK 2014 Groep D № 118 «onderlinge duels» 20:00 uur | Nemanja Nikolić 51' Ildefons Lima 76' (e.d.) |       |         | Ferenc Puskásstadion, Boedapest Toeschouwers: 5.200 Scheidsrechter: Daniel Stefański (POL) |

### 2014
|                                                              |         |                                                                     |          | |
| 5 maart Vriendschappelijk № 119 «onderlinge duels» 18:00 uur | Andorra | 0 – 3                                                               | Moldavië | Estadi Comunal d'Andorra la Vella, Andorra la Vella Toeschouwers: 200 Scheidsrechter: Alan Mario Sant (MLT) |
| 5 maart Vriendschappelijk № 119 «onderlinge duels» 18:00 uur |         | 13' Alexandru Epureanu 22' Henrique Luvannor 52' Alexandru Epureanu |          | Estadi Comunal d'Andorra la Vella, Andorra la Vella Toeschouwers: 200 Scheidsrechter: Alan Mario Sant (MLT) |

|                                                               |                              |       |         |                                                                                                   |
| 26 maart Vriendschappelijk № 120 «onderlinge duels» 18:00 uur | Indonesië                    | 1 – 0 | Andorra | Estadio Luis Suñer Picó, Alzira Toeschouwers: 23 Scheidsrechter: Fernando Teixeira Vitienes (ESP) |
| 26 maart Vriendschappelijk № 120 «onderlinge duels» 18:00 uur | Rapahel Guillermo 49' (pen.) |       |         | Estadio Luis Suñer Picó, Alzira Toeschouwers: 23 Scheidsrechter: Fernando Teixeira Vitienes (ESP) |

|                                                                             |                         |       |                                 |                                                                                           |
| 9 september Kwalificatie EK 2016 Groep B № 121 «onderlinge duels» 20:45 uur | Andorra                 | 1 – 2 | Wales                           | Estadi Nacional, Andorra la Vella Toeschouwers: 3.150 Scheidsrechter: Slavko Vinčić (SLO) |
| 9 september Kwalificatie EK 2016 Groep B № 121 «onderlinge duels» 20:45 uur | Ildefons Lima 6' (pen.) |       | 22' Gareth Bale 81' Gareth Bale | Estadi Nacional, Andorra la Vella Toeschouwers: 3.150 Scheidsrechter: Slavko Vinčić (SLO) |

|                                                                            | |       |         |                                                                                           |
| 10 oktober Kwalificatie EK 2016 Groep B № 122 «onderlinge duels» 20:45 uur | België | 6 – 0 | Andorra | Koning Boudewijnstadion, Brussel Toeschouwers: 45.409 Scheidsrechter: Sergiej Bojko (UKR) |
| 10 oktober Kwalificatie EK 2016 Groep B № 122 «onderlinge duels» 20:45 uur | Kevin De Bruyne 31' (pen.) Kevin De Bruyne 34' Nacer Chadli 37' Divock Origi 59' Dries Mertens 65' Dries Mertens 68' |       |         | Koning Boudewijnstadion, Brussel Toeschouwers: 45.409 Scheidsrechter: Sergiej Bojko (UKR) |

|                                                                            |                          |       |                                                                         |                                                                                          |
| 13 oktober Kwalificatie EK 2016 Groep B № 123 «onderlinge duels» 20:45 uur | Andorra                  | 1 – 4 | Israël                                                                  | Estadi Nacional, Andorra la Vella Toeschouwers: 800 Scheidsrechter: Cristian Balaj (ROM) |
| 13 oktober Kwalificatie EK 2016 Groep B № 123 «onderlinge duels» 20:45 uur | Ildefons Lima 15' (pen.) |       | 3' Omer Damari 41' Omer Damari 82' Omer Damari 90+6' (pen.) Tomer Hemed | Estadi Nacional, Andorra la Vella Toeschouwers: 800 Scheidsrechter: Cristian Balaj (ROM) |

|                                                                             | |       |         |                                                                                     |
| 16 november Kwalificatie EK 2016 Groep B № 124 «onderlinge duels» 20:45 uur | Cyprus | 5 – 0 | Andorra | New GSP Stadium, Nicosia Toeschouwers: 6.078 Scheidsrechter: Mark Clattenburg (ENG) |
| 16 november Kwalificatie EK 2016 Groep B № 124 «onderlinge duels» 20:45 uur | Giorgos Merkis 10' Giorgos Efraim 31' Giorgos Efraim 42' Giorgos Efraim 60' Demetris Christofi 87' (pen.) |       |         | New GSP Stadium, Nicosia Toeschouwers: 6.078 Scheidsrechter: Mark Clattenburg (ENG) |

### 2015
|                                                                          |         |                                              |                |                                                                                        |
| 28 maart Kwalificatie EK 2016 Groep B № 125 «onderlinge duels» 20:45 uur | Andorra | 0 – 3                                        | Bosnië en Her. | Estadi Nacional, Andorra la Vella Toeschouwers: 2.498 Scheidsrechter: István Vad (HUN) |
| 28 maart Kwalificatie EK 2016 Groep B № 125 «onderlinge duels» 20:45 uur |         | 13' Edin Džeko 49' Edin Džeko 62' Edin Džeko |                | Estadi Nacional, Andorra la Vella Toeschouwers: 2.498 Scheidsrechter: István Vad (HUN) |

|                                                             |         |                        |                    | |
| 6 juni Vriendschappelijk № 126 «onderlinge duels» 20:45 uur | Andorra | 0 – 1                  | Equatoriaal-Guinea | Estadi Comunal d'Andorra la Vella, Andorra la Vella Toeschouwers: 175 Scheidsrechter: Xavier Estrada (ESP) |
| 6 juni Vriendschappelijk № 126 «onderlinge duels» 20:45 uur |         | 17' Igor Engonga Noval |                    | Estadi Comunal d'Andorra la Vella, Andorra la Vella Toeschouwers: 175 Scheidsrechter: Xavier Estrada (ESP) |

|                                                                         |                       |       |                                                                |                                                                                         |
| 12 juni Kwalificatie EK 2016 Groep B № 127 «onderlinge duels» 20:45 uur | Andorra               | 1 – 3 | Cyprus                                                         | Estadi Nacional, Andorra la Vella Toeschouwers: 1.054 Scheidsrechter: Tobias Welz (GER) |
| 12 juni Kwalificatie EK 2016 Groep B № 127 «onderlinge duels» 20:45 uur | Dosa Júnior 2' (e.d.) |       | 14' Nestoras Mitidis 45' Nestoras Mitidis 53' Nestoras Mitidis | Estadi Nacional, Andorra la Vella Toeschouwers: 1.054 Scheidsrechter: Tobias Welz (GER) |

|                                                                             |                                                                        |       |         |                                                                                  |
| 3 september Kwalificatie EK 2016 Groep B № 128 «onderlinge duels» 20:45 uur | Israël                                                                 | 4 – 0 | Andorra | Sammy Oferstadion, Haifa Toeschouwers: 22.650 Scheidsrechter: Tamás Bognár (HUN) |
| 3 september Kwalificatie EK 2016 Groep B № 128 «onderlinge duels» 20:45 uur | Eran Zahavi 3' Nir Bitton 22' Tomer Hemed 26' (pen.) Moanes Dabour 38' |       |         | Sammy Oferstadion, Haifa Toeschouwers: 22.650 Scheidsrechter: Tamás Bognár (HUN) |

|                                                                             |                                                   |       |         |                                                                              |
| 6 september Kwalificatie EK 2016 Groep B № 129 «onderlinge duels» 20:45 uur | Bosnië en Herz.                                   | 3 – 0 | Andorra | Bilino Polje, Zenica Toeschouwers: 6.830 Scheidsrechter: Arnold Hunter (NIR) |
| 6 september Kwalificatie EK 2016 Groep B № 129 «onderlinge duels» 20:45 uur | Ermin Bičakčić 14' Edin Džeko 30' Senad Lulić 45' |       |         | Bilino Polje, Zenica Toeschouwers: 6.830 Scheidsrechter: Arnold Hunter (NIR) |

|                                                                            |                          |       |                                                                                      |                                                                                       |
| 10 oktober Kwalificatie EK 2016 Groep B № 130 «onderlinge duels» 20:45 uur | Andorra                  | 1 – 4 | België                                                                               | Estadi Nacional, Andorra la Vella Toeschouwers: 3.450 Scheidsrechter: Paweł Gil (POL) |
| 10 oktober Kwalificatie EK 2016 Groep B № 130 «onderlinge duels» 20:45 uur | Ildefons Lima 51' (pen.) |       | 19' Radja Nainggolan 42' Kevin De Bruyne 56' (pen.) Eden Hazard 64' Laurent Depoitre | Estadi Nacional, Andorra la Vella Toeschouwers: 3.450 Scheidsrechter: Paweł Gil (POL) |

|                                                                            |                                  |       |         |                                                                                     |
| 13 oktober Kwalificatie EK 2016 Groep B № 131 «onderlinge duels» 20:45 uur | Wales                            | 2 – 0 | Andorra | Cardiff City Stadium, Cardiff Toeschouwers: 33.280 Scheidsrechter: Kevin Blom (NED) |
| 13 oktober Kwalificatie EK 2016 Groep B № 131 «onderlinge duels» 20:45 uur | Aaron Ramsey 50' Gareth Bale 86' |       |         | Cardiff City Stadium, Cardiff Toeschouwers: 33.280 Scheidsrechter: Kevin Blom (NED) |

|                                                                  |         |                     |                      | |
| 12 november Vriendschappelijk № 132 «onderlinge duels» 20:45 uur | Andorra | 0 – 1               | Saint Kitts en Nevis | Estadi Comunal d'Andorra la Vella, Andorra la Vella Toeschouwers: onbekend Scheidsrechter: Adrian Azzopardi (MLT) |
| 12 november Vriendschappelijk № 132 «onderlinge duels» 20:45 uur |         | 9' Devaughn Elliott |                      | Estadi Comunal d'Andorra la Vella, Andorra la Vella Toeschouwers: onbekend Scheidsrechter: Adrian Azzopardi (MLT) |

### 2016
|                                                               |         |                  |          |                                                                                  |
| 28 maart Vriendschappelijk № 133 «onderlinge duels» 18:00 uur | Andorra | 0 – 1            | Moldavië | Hibernians Ground, Paola Toeschouwers: 500 Scheidsrechter: Johnny Casanova (SMR) |
| 28 maart Vriendschappelijk № 133 «onderlinge duels» 18:00 uur |         | 45+2' Igor Armaş |          | Hibernians Ground, Paola Toeschouwers: 500 Scheidsrechter: Johnny Casanova (SMR) |

|                                                             |              |       |         |                                                                                                  |
| 26 mei Vriendschappelijk № 134 «onderlinge duels» 18:00 uur | Azerbeidzjan | 0 – 0 | Andorra | Sportplatz SV Bad Erlach, Bad Erlach Toeschouwers: onbekend Scheidsrechter: Harald Lechner (AUT) |
| 26 mei Vriendschappelijk № 134 «onderlinge duels» 18:00 uur |              |       |         | Sportplatz SV Bad Erlach, Bad Erlach Toeschouwers: onbekend Scheidsrechter: Harald Lechner (AUT) |

|                                                             |                                       |       |         |                                                                                    |
| 1 juni Vriendschappelijk № 135 «onderlinge duels» 18:00 uur | Estland                               | 2 – 0 | Andorra | A. Le Coq Arena, Tallinn Toeschouwers: 4.658 Scheidsrechter: Sergiejus Slyva (LTU) |
| 1 juni Vriendschappelijk № 135 «onderlinge duels» 18:00 uur | Dmitri Kruglov 24' Frank Liivak 90+2' |       |         | A. Le Coq Arena, Tallinn Toeschouwers: 4.658 Scheidsrechter: Sergiejus Slyva (LTU) |

|                                                                             |         |                     |         |                                                                                            |
| 6 september Kwalificatie WK 2018 Groep B № 136 «onderlinge duels» 20:45 uur | Andorra | 0 – 1               | Letland | Estadi Nacional, Andorra la Vella Toeschouwers: 1.115 Scheidsrechter: Clayton Pisani (MLT) |
| 6 september Kwalificatie WK 2018 Groep B № 136 «onderlinge duels» 20:45 uur |         | 48' Valērijs Šabala |         | Estadi Nacional, Andorra la Vella Toeschouwers: 1.115 Scheidsrechter: Clayton Pisani (MLT) |

|                                                                           | |       |         |                                                                                     |
| 7 oktober Kwalificatie WK 2018 Groep B № 137 «onderlinge duels» 20:45 uur | Portugal | 6 – 0 | Andorra | Estádio Municipal, Aveiro Toeschouwers: 25.120 Scheidsrechter: Oliver Drachta (AUT) |
| 7 oktober Kwalificatie WK 2018 Groep B № 137 «onderlinge duels» 20:45 uur | Cristiano Ronaldo 2' Cristiano Ronaldo 4' João Cancelo 44' Cristiano Ronaldo 47' Cristiano Ronaldo 68' André Silva 86' |       |         | Estádio Municipal, Aveiro Toeschouwers: 25.120 Scheidsrechter: Oliver Drachta (AUT) |

|                                                                            |                        |       |                                           |                                                                                         |
| 10 oktober Kwalificatie WK 2018 Groep B № 138 «onderlinge duels» 20:45 uur | Andorra                | 1 – 2 | Zwitserland                               | Estadi Nacional, Andorra la Vella Toeschouwers: 2.014 Scheidsrechter: John Beaton (SCO) |
| 10 oktober Kwalificatie WK 2018 Groep B № 138 «onderlinge duels» 20:45 uur | Alexandre Martínez 90' |       | 19' (pen.) Fabian Schär 77' Admir Mehmedi | Estadi Nacional, Andorra la Vella Toeschouwers: 2.014 Scheidsrechter: John Beaton (SCO) |

|                                                                             |                                                                |       |         |                                                                                          |
| 13 november Kwalificatie WK 2018 Groep B № 139 «onderlinge duels» 20:45 uur | Hongarije                                                      | 4 – 0 | Andorra | Groupama Arena, Boedapest Toeschouwers: 20.479 Scheidsrechter: Christos Nicolaides (CYP) |
| 13 november Kwalificatie WK 2018 Groep B № 139 «onderlinge duels» 20:45 uur | Zoltán Gera 33' Ádám Lang 43' Ádám Gyurcsó 73' Ádám Szalai 88' |       |         | Groupama Arena, Boedapest Toeschouwers: 20.479 Scheidsrechter: Christos Nicolaides (CYP) |

### 2017
|                                                                  |            |                                                |         |                                                                                           |
| 22 februari Vriendschappelijk № 140 «onderlinge duels» 18:00 uur | San Marino | 0 – 2                                          | Andorra | Stadio Olimpico, Serravalle Toeschouwers: 5.000 Scheidsrechter: Massimiliano Irrati (ITA) |
| 22 februari Vriendschappelijk № 140 «onderlinge duels» 18:00 uur |            | 28' (pen.) Ildefons Lima 67' Cristian Martínez |         | Stadio Olimpico, Serravalle Toeschouwers: 5.000 Scheidsrechter: Massimiliano Irrati (ITA) |

|                                                                          |         |       |         |                                                                                           |
| 25 maart Kwalificatie WK 2018 Groep B № 141 «onderlinge duels» 20:45 uur | Andorra | 0 – 0 | Faeröer | Estadi Nacional, Andorra la Vella Toeschouwers: 1.890 Scheidsrechter: Ognjen Valjić (BIH) |
| 25 maart Kwalificatie WK 2018 Groep B № 141 «onderlinge duels» 20:45 uur |         |       |         | Estadi Nacional, Andorra la Vella Toeschouwers: 1.890 Scheidsrechter: Ognjen Valjić (BIH) |

|                                                                        |                |       |           | |
| 9 juni Kwalificatie WK 2018 Groep B № 142 «onderlinge duels» 20:45 uur | Andorra        | 1 – 0 | Hongarije | Estadi Nacional, Andorra la Vella Toeschouwers: 2.400 Scheidsrechter: Haralambos Kalogeropoulos (GRE) |
| 9 juni Kwalificatie WK 2018 Groep B № 142 «onderlinge duels» 20:45 uur | Marc Rebés 26' |       |           | Estadi Nacional, Andorra la Vella Toeschouwers: 2.400 Scheidsrechter: Haralambos Kalogeropoulos (GRE) |

|                                                                  |                   |       |         |                                                                        |
| 16 augustus Vriendschappelijk № 143 «onderlinge duels» 18:00 uur | Qatar             | 1 – 0 | Andorra | St George's Park, Burton upon Trent Scheidsrechter: Craig Pawson (ENG) |
| 16 augustus Vriendschappelijk № 143 «onderlinge duels» 18:00 uur | Ali Assadalla 73' |       |         | St George's Park, Burton upon Trent Scheidsrechter: Craig Pawson (ENG) |

|                                                                             |                                                                  |       |         |                                                                                |
| 31 augustus Kwalificatie WK 2018 Groep B № 144 «onderlinge duels» 20:45 uur | Zwitserland                                                      | 3 – 0 | Andorra | Kybunpark, Sankt Gallen Toeschouwers: 12.600 Scheidsrechter: Tore Hansen (NOR) |
| 31 augustus Kwalificatie WK 2018 Groep B № 144 «onderlinge duels» 20:45 uur | Haris Seferovic 43' Haris Seferovic 62' Stephan Lichtsteiner 68' |       |         | Kybunpark, Sankt Gallen Toeschouwers: 12.600 Scheidsrechter: Tore Hansen (NOR) |

|                                                                             |                      |       |         |                                                                          |
| 3 september Kwalificatie WK 2018 Groep B № 145 «onderlinge duels» 18:00 uur | Faeröer              | 1 – 0 | Andorra | Tórsvøllur, Tórshavn Toeschouwers: 4.357 Scheidsrechter: Sant Alan (MLT) |
| 3 september Kwalificatie WK 2018 Groep B № 145 «onderlinge duels» 18:00 uur | Gilli Rólantsson 31' |       |         | Tórsvøllur, Tórshavn Toeschouwers: 4.357 Scheidsrechter: Sant Alan (MLT) |

|                                                                           |         |                                       |          |                                                                                              |
| 7 oktober Kwalificatie WK 2018 Groep B № 146 «onderlinge duels» 20:45 uur | Andorra | 0 – 2                                 | Portugal | Estadi Nacional, Andorra la Vella Toeschouwers: 3.300 Scheidsrechter: Miroslav Zelinka (CZE) |
| 7 oktober Kwalificatie WK 2018 Groep B № 146 «onderlinge duels» 20:45 uur |         | 63' Cristiano Ronaldo 86' André Silva |          | Estadi Nacional, Andorra la Vella Toeschouwers: 3.300 Scheidsrechter: Miroslav Zelinka (CZE) |

|                                                                            |                                                                                |       |         |                                                                                             |
| 10 oktober Kwalificatie WK 2018 Groep B № 147 «onderlinge duels» 20:45 uur | Letland                                                                        | 4 – 0 | Andorra | Skontostadion, Riga Toeschouwers: 4.153 Scheidsrechter: Mads-Kristoffer Kristoffersen (DEN) |
| 10 oktober Kwalificatie WK 2018 Groep B № 147 «onderlinge duels» 20:45 uur | Dāvis Ikaunieks 11' Valerijs Šabala 19' Valerijs Šabala 59' Igors Tarasovs 63' |       |         | Skontostadion, Riga Toeschouwers: 4.153 Scheidsrechter: Mads-Kristoffer Kristoffersen (DEN) |

### 2018
|                                                               |               |               |         |                                                                                 |
| 21 maart Vriendschappelijk № 148 «onderlinge duels» 18:00 uur | Liechtenstein | 0 – 1         | Andorra | Estádio Municipal, La Línea Toeschouwers: 200 Scheidsrechter: Rohit Saggi (NOR) |
| 21 maart Vriendschappelijk № 148 «onderlinge duels» 18:00 uur |               | 6' Marc Rebés |         | Estádio Municipal, La Línea Toeschouwers: 200 Scheidsrechter: Rohit Saggi (NOR) |

|                                                             |            |       |         |                                                                                   |
| 3 juni Vriendschappelijk № 149 «onderlinge duels» 16:00 uur | Kaapverdië | 0 – 0 | Andorra | Estádio Municipal, Almada Toeschouwers: 500 Scheidsrechter: Fábio Veríssimo (POR) |
| 3 juni Vriendschappelijk № 149 «onderlinge duels» 16:00 uur |            |       |         | Estádio Municipal, Almada Toeschouwers: 500 Scheidsrechter: Fábio Veríssimo (POR) |

|                                                                  |                              |       |         |                                                                      |
| 18 augustus Vriendschappelijk № 150 «onderlinge duels» 18:00 uur | Verenigde Arabische Emiraten | 0 – 0 | Andorra | Das Goldberg-Stadion, Grödig Scheidsrechter: Christopher Jäger (AUT) |
| 18 augustus Vriendschappelijk № 150 «onderlinge duels» 18:00 uur |                              |       |         | Das Goldberg-Stadion, Grödig Scheidsrechter: Christopher Jäger (AUT) |

|                                                                            |         |       |         |                                                                              |
| 6 september UEFA Nations League 2018/19 № 151 «onderlinge duels» 21:45 uur | Letland | 0 – 0 | Andorra | Daugavastadion, Riga Toeschouwers: 4.803 Scheidsrechter: Keith Kennedy (NIR) |
| 6 september UEFA Nations League 2018/19 № 151 «onderlinge duels» 21:45 uur |         |       |         | Daugavastadion, Riga Toeschouwers: 4.803 Scheidsrechter: Keith Kennedy (NIR) |

|                                                                             |                 |       |                      | |
| 10 september UEFA Nations League 2018/19 № 152 «onderlinge duels» 20:45 uur | Andorra         | 1 – 1 | Kazachstan           | Estadi Nacional, Andorra la Vella Toeschouwers: 1.235 Scheidsrechter: Vilhjálmur Alvar Þórarinsson (ISL) |
| 10 september UEFA Nations League 2018/19 № 152 «onderlinge duels» 20:45 uur | Jordi Aláez 85' |       | 68' Joeri Logvinenko | Estadi Nacional, Andorra la Vella Toeschouwers: 1.235 Scheidsrechter: Vilhjálmur Alvar Þórarinsson (ISL) |

|                                                                           |                                                                    |       |         |                                                                                                  |
| 13 oktober UEFA Nations League 2018/19 № 153 «onderlinge duels» 18:00 uur | Georgië                                                            | 3 – 0 | Andorra | Boris Paitsjadzestadion, Tbilisi Toeschouwers: 32.212 Scheidsrechter: Sébastien Delferière (BEL) |
| 13 oktober UEFA Nations League 2018/19 № 153 «onderlinge duels» 18:00 uur | Valeri Kazaisjvili 33' Valeri Kazaisjvili 84' Dzjaba Kankava 90+5' |       |         | Boris Paitsjadzestadion, Tbilisi Toeschouwers: 32.212 Scheidsrechter: Sébastien Delferière (BEL) |

|                                                                           |                                                                                                  |       |         |                                                                                   |
| 16 oktober UEFA Nations League 2018/19 № 154 «onderlinge duels» 18:00 uur | Kazachstan                                                                                       | 4 – 0 | Andorra | Astana Arena, Nur-Sultan Toeschouwers: 19.854 Scheidsrechter: Sergiej Bojko (UKR) |
| 16 oktober UEFA Nations League 2018/19 № 154 «onderlinge duels» 18:00 uur | Jerkeboelan Seidachmet 21' Bajoerzjan Toerysbek 39' Josep Gómes 61' (e.d.) Roman Moertazajev 74' |       |         | Astana Arena, Nur-Sultan Toeschouwers: 19.854 Scheidsrechter: Sergiej Bojko (UKR) |

|                                                                            |                       |       |                        |                                                                                           |
| 15 november UEFA Nations League 2018/19 № 155 «onderlinge duels» 20:45 uur | Andorra               | 1 – 1 | Georgië                | Estadi Nacional, Andorra la Vella Toeschouwers: 1.311 Scheidsrechter: Radu Petrescu (ROU) |
| 15 november UEFA Nations League 2018/19 № 155 «onderlinge duels» 20:45 uur | Cristian Martínez 63' |       | 9' Giorgi Tsjakvetadze | Estadi Nacional, Andorra la Vella Toeschouwers: 1.311 Scheidsrechter: Radu Petrescu (ROU) |

|                                                                            |         |       |         |                                                                                              |
| 19 november UEFA Nations League 2018/19 № 156 «onderlinge duels» 18:00 uur | Andorra | 0 – 0 | Letland | Estadi Nacional, Andorra la Vella Toeschouwers: 1.021 Scheidsrechter: Halil Umut Meler (TUR) |
| 19 november UEFA Nations League 2018/19 № 156 «onderlinge duels» 18:00 uur |         |       |         | Estadi Nacional, Andorra la Vella Toeschouwers: 1.021 Scheidsrechter: Halil Umut Meler (TUR) |

### 2019
|                                                                  |         |                                                |         |                                                                                            |
| 22 maart Kwalificatie EK 2020 № 157 «onderlinge duels» 20:45 uur | Andorra | 0 – 2                                          | IJsland | Estadi Nacional, Andorra la Vella Toeschouwers: 1.854 Scheidsrechter: Sandro Schärer (SUI) |
| 22 maart Kwalificatie EK 2020 № 157 «onderlinge duels» 20:45 uur |         | 22' Birkir Bjarnason 80' Viðar Örn Kjartansson |         | Estadi Nacional, Andorra la Vella Toeschouwers: 1.854 Scheidsrechter: Sandro Schärer (SUI) |

|                                                                  |         |                                                       |         |                                                                                         |
| 25 maart Kwalificatie EK 2020 № 158 «onderlinge duels» 20:45 uur | Andorra | 0 – 3                                                 | Albanië | Estadi Nacional, Andorra la Vella Toeschouwers: 1.373 Scheidsrechter: Filip Glova (SVK) |
| 25 maart Kwalificatie EK 2020 № 158 «onderlinge duels» 20:45 uur |         | 21' Armando Sadiku 87' Bekim Balaj 90+6' Amir Abrashi |         | Estadi Nacional, Andorra la Vella Toeschouwers: 1.373 Scheidsrechter: Filip Glova (SVK) |

|                                                                |               |       |         |                                                                                    |
| 8 juni Kwalificatie EK 2020 № 159 «onderlinge duels» 18:00 uur | Moldavië      | 1 – 0 | Andorra | Stadionul Zimbru, Chisinau Toeschouwers: 6.712 Scheidsrechter: Bojan Pandzic (SWE) |
| 8 juni Kwalificatie EK 2020 № 159 «onderlinge duels» 18:00 uur | Igor Armaş 8' |       |         | Stadionul Zimbru, Chisinau Toeschouwers: 6.712 Scheidsrechter: Bojan Pandzic (SWE) |

|                                                                 |         |                                                                              |           |                                                                                        |
| 11 juni Kwalificatie EK 2020 № 160 «onderlinge duels» 20:45 uur | Andorra | 0 – 4                                                                        | Frankrijk | Estadi Nacional, Andorra la Vella Toeschouwers: 3.187 Scheidsrechter: Fran Jović (CRO) |
| 11 juni Kwalificatie EK 2020 № 160 «onderlinge duels» 20:45 uur |         | 11' Kylian Mbappé 30' Wissam Ben Yedder 45+1' Florian Thauvin 60' Kurt Zouma |           | Estadi Nacional, Andorra la Vella Toeschouwers: 3.187 Scheidsrechter: Fran Jović (CRO) |

|                                                                     |                |       |         |                                                                                   |
| 7 september Kwalificatie EK 2020 № 161 «onderlinge duels» 20:45 uur | Turkije        | 1 – 0 | Andorra | Vodafone Park, Istanboel Toeschouwers: 41.188 Scheidsrechter: Don Robertson (SCO) |
| 7 september Kwalificatie EK 2020 № 161 «onderlinge duels» 20:45 uur | Ozan Tufan 89' |       |         | Vodafone Park, Istanboel Toeschouwers: 41.188 Scheidsrechter: Don Robertson (SCO) |

|                                                                      |                                                                |       |         |                                                                                        |
| 10 september Kwalificatie EK 2020 № 162 «onderlinge duels» 20:45 uur | Frankrijk                                                      | 3 – 0 | Andorra | Stade de France, Saint-Denis Toeschouwers: 55.383 Scheidsrechter: Mykola Balakin (UKR) |
| 10 september Kwalificatie EK 2020 № 162 «onderlinge duels» 20:45 uur | Kingsley Coman 18' Clément Lenglet 52' Wissam Ben Yedder 90+1' |       |         | Stade de France, Saint-Denis Toeschouwers: 55.383 Scheidsrechter: Mykola Balakin (UKR) |

|                                                                    |                |       |          |                                                                                           |
| 11 oktober Kwalificatie EK 2020 № 163 «onderlinge duels» 20:45 uur | Andorra        | 1 – 0 | Moldavië | Estadi Nacional, Andorra la Vella Toeschouwers: 947 Scheidsrechter: Jonathan Lardot (BEL) |
| 11 oktober Kwalificatie EK 2020 № 163 «onderlinge duels» 20:45 uur | Marc Veles 63' |       |          | Estadi Nacional, Andorra la Vella Toeschouwers: 947 Scheidsrechter: Jonathan Lardot (BEL) |

|                                                                    |                                              |       |         |                                                                                    |
| 14 oktober Kwalificatie EK 2020 № 164 «onderlinge duels» 20:45 uur | IJsland                                      | 2 – 0 | Andorra | Laugardalsvöllur, Reykjavik Toeschouwers: 7.981 Scheidsrechter: Tamás Bognár (HUN) |
| 14 oktober Kwalificatie EK 2020 № 164 «onderlinge duels» 20:45 uur | Arnór Sigurðsson 38' Kolbeinn Sigþórsson 65' |       |         | Laugardalsvöllur, Reykjavik Toeschouwers: 7.981 Scheidsrechter: Tamás Bognár (HUN) |

|                                                                     |                              |       |                                             |                                                                                |
| 14 november Kwalificatie EK 2020 № 165 «onderlinge duels» 20:45 uur | Albanië                      | 2 – 2 | Andorra                                     | Elbasan Arena, Elbasan Toeschouwers: 4.260 Scheidsrechter: Kristo Tohver (EST) |
| 14 november Kwalificatie EK 2020 № 165 «onderlinge duels» 20:45 uur | Bekim Balaj 6' Rey Manaj 55' |       | 18' Cristian Martínez 48' Cristian Martínez | Elbasan Arena, Elbasan Toeschouwers: 4.260 Scheidsrechter: Kristo Tohver (EST) |

|                                                                     |         |                                    |         |                                                                                           |
| 17 november Kwalificatie EK 2020 № 166 «onderlinge duels» 20:45 uur | Andorra | 0 – 2                              | Turkije | Estadi Nacional, Andorra la Vella Toeschouwers: 2.357 Scheidsrechter: Ivan Kružliak (SVK) |
| 17 november Kwalificatie EK 2020 № 166 «onderlinge duels» 20:45 uur |         | 17' Enes Ünal 21' (pen.) Enes Ünal |         | Estadi Nacional, Andorra la Vella Toeschouwers: 2.357 Scheidsrechter: Ivan Kružliak (SVK) |

FAF · A-internationals · Statistieken · Bondscoaches · Andorrees vrouwenelftal · Andorra U21 · Andorra U20 · Andorra U19 · Andorra U18 · Andorra U17 · Andorra U16
1990 – 1999 · 2000 – 2009 · 2010 – 2019 · 2020 − 2029
1996 · 1997 · 1998 · 1999 · 2000 · 2001 · 2002 · 2003 · 2004 · 2005 · 2006 · 2007 · 2008 · 2009 · 2010 · 2011 · 2012 · 2013 · 2014 · 2015 · 2016 · 2017 · 2018 · 2019 · 2020 · 2021 · 2022 · 2023 · 2024
Albanië ·
Armenië ·
Azerbeidzjan ·
België ·
Bolivia ·
Bosnië en Herzegovina ·
Brazilië ·
Bulgarije ·
China ·
Cyprus ·
Engeland ·
Equatoriaal-Guinea ·
Estland ·
Faeröer ·
Finland ·
Frankrijk ·
Gabon ·
Georgië ·
Gibraltar ·
Grenada ·
Hongarije ·
Ierland ·
IJsland ·
Indonesië ·
Israël ·
Kaapverdië ·
Kazachstan ·
Kosovo ·
Kroatië ·
Letland ·
Liechtenstein ·
Litouwen ·
Malta ·
Moldavië ·
Nederland ·
Noord-Ierland ·
Noord-Macedonië ·
Oekraïne ·
Oostenrijk ·
Polen ·
Portugal ·
Qatar ·
Roemenië ·
Rusland ·
Saint Kitts en Nevis ·
San Marino ·
Slowakije ·
Spanje ·
Tsjechië ·
Turkije ·
Verenigde Arabische Emiraten ·
Wales ·
Wit-Rusland ·
Zuid-Afrika ·
Zwitserland
AFC-zone: Afghanistan · Australië · Bahrein · Bangladesh · Bhutan · Brunei · Cambodja · China · Chinees Taipei · Filipijnen · Guam · Hongkong · India · Indonesië · Iran · Irak · Japan · Jemen · Jordanië · Koeweit · Kirgizië · Laos · Libanon · Macau · Maleisië · Maldiven · Mongolië · Myanmar · Nepal · Noord-Korea · Oezbekistan · Oman · Oost-Timor · Pakistan · Palestina · Qatar · Saoedi-Arabië · Singapore · Sri Lanka · Syrië · Tadjikistan · Thailand · Turkmenistan · Verenigde Arabische Emiraten · Vietnam · Zuid-Korea

CAF-zone: Algerije · Angola · Benin · Botswana · Burkina Faso · Burundi · Centraal-Afrikaanse Republiek · Comoren · Congo-Brazzaville · Congo-Kinshasa · Djibouti · Egypte · Equatoriaal-Guinea · Eritrea · Ethiopië · Gabon · Gambia · Ghana · Guinee · Guinee-Bissau · Ivoorkust · Kaapverdië · Kameroen · Kenia · Lesotho · Liberia · Libië · Madagaskar · Malawi · Mali · Mauritanië · Mauritius · Marokko · Mozambique · Namibië · Niger · Nigeria · Oeganda · Rwanda · Sao Tomé en Principe · Senegal · Seychellen · Sierra Leone · Soedan · Somalië · Swaziland · Tanzania · Togo · Tsjaad · Tunesië · Zambia · Zimbabwe · Zuid-Afrika · Zuid-Soedan 

CONCACAF-zone: Amerikaanse Maagdeneilanden · Anguilla · Antigua en Barbuda · Aruba · Bahama's · Barbados · Belize · Bermuda · Britse Maagdeneilanden · Canada · Kaaimaneilanden · Costa Rica · Cuba · Curaçao · Dominica · Dominicaanse Republiek · El Salvador · Frans Guyana · Grenada · Guadeloupe · Guatemala · Guyana · Haïti · Honduras · Jamaica · Martinique · Mexico · Montserrat · 
Nicaragua · Panama · Puerto Rico · Saint Kitts en Nevis · Saint Lucia · Saint Vincent en de Grenadines · Sint Maarten · Suriname · Trinidad en Tobago · Turks- en Caicoseilanden · Verenigde Staten

CONMEBOL-zone: Argentinië · Bolivia · Brazilië · Chili · Colombia · Ecuador · Paraguay · Peru · Uruguay · Venezuela

OFC-zone: Amerikaans-Samoa · Cookeilanden · Fiji · Nieuw-Caledonië · Nieuw-Zeeland · Papoea-Nieuw-Guinea · Samoa · Salomoneilanden · Tahiti · Tonga · Vanuatu

UEFA-zone: Albanië · Andorra · Armenië · Azerbeidzjan · België · Bosnië en Herzegovina · Bulgarije · Cyprus · Denemarken · Duitsland · Engeland · Estland · Faeröer · Finland · Frankrijk · Georgië · Gibraltar · Griekenland · Hongarije · IJsland · Ierland · Israël · Italië · Kazachstan · Kosovo · Kroatië · Letland · Liechtenstein · Litouwen · Luxemburg · Macedonië · Malta · Moldavië · Montenegro · Nederland · Noord-Ierland · Noorwegen · Oekraïne · Oostenrijk · Polen · Portugal · Roemenië · Rusland · San Marino · Schotland · Servië · Slovenië · Slowakije · Spanje · Tsjechië · Turkije · Wales · Wit-Rusland · Zweden · Zwitserland